# 词干音节
词干音节(德語：Stammsilbe)，在德语语法裡，指一个词干的音节，也就是说，一个词除去前缀和表示语法意义的变位词尾，剩下的基本音节。

## 例子
- "kenn" 的Bekenntnis, kennen, kennt这些词的词干音节